# Ленэкспо
Ленэкспо — выставочный комплекс в Санкт-Петербурге. Расположен на юго-западной оконечности Васильевского острова в историческом районе Гавань на берегу Финского залива. Являлся одним из крупнейших выставочных центров России и считался самым большим в Северо-Западном федеральном округе до открытия конгрессно-выставочного комплекса «Экспофорум» на Пулковских высотах в историческом районе Пулковское.

## История
Первые планы по развитию той части Васильевского острова, где сейчас находится выставочный комплекс, относятся к 1910-м годам. До революции 1917 года здесь предполагалось соорудить здания для Академии наук: жилого дома, института Ломоносова и памятника М. В. Ломоносову. В дальнейшем здесь намечалось размещение масштабной экспозиции Международной выставки изобретений и усовершенствований. Однако, данные проекты не были реализованы в связи с тяжелой политической и экономической ситуацией в стране.
К идее создания выставочного комплекса на Васильевском острове вернулись в середине XX века. Здесь было решено провести международную выставку «Инрыбпром-68». В 1963 году к острову намыли дополнительную территорию, на которой в 1968 году и были открыты павильоны Ленэкспо, спроектированные С. И. Евдокимовым и Е. И. Травниковым. В последующие годы Ленэкспо стало постоянным местом проведения различных мероприятий и выставок в Ленинграде.
В 1980-х годах к выставке «Инрыбпром-90» построен новый трёхуровневый выставочный павильон с конференц-залом и рестораном.
1 ноября 2011 года ЗАО «ЭкспоФорум» приобрело весь портфель выставок и торговые марки ОАО «Ленэкспо», а также арендовало сам выставочный комплекс до 2014 года.
В 2014 году вблизи аэропорта «Пулково» и города Пушкина на Пулковских высотах в историческом районе Пулковское начал работу новый конгрессно-выставочный центр «Экспофорум», который призван заменить морально и технически устаревший Ленэкспо.
Ленэкспо — место проведения Петербургского международного экономического форума в 2006—2015 годах.

## Павильоны и инфраструктура

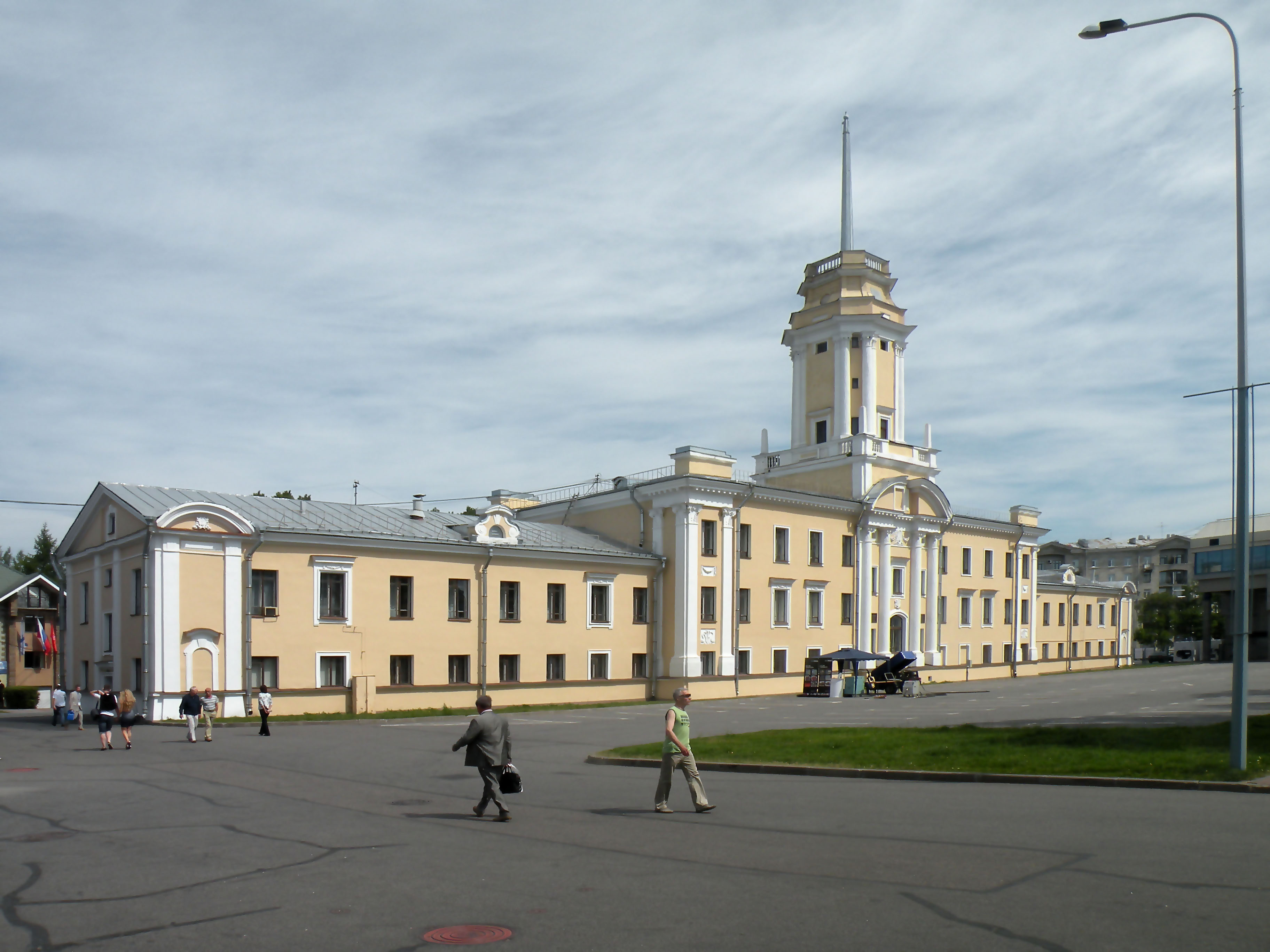
Снесённый в 2022 году «Дом с башней», арх-р Давид Бурышкин, 1949

На территории комплекса находится 8 конференц-залов, комнаты переговоров, административные постройки и 9 павильонов:
- № 1, № 2 и № 3 — построены в 1968 году для проведения первой международной выставки «Современные средства добычи и обработки рыбы и морепродуктов — Инрыбпром-68». Проект павильона выполнен в мастерской № 12 ЛенНИИпроекта архитектором А. Н. Лазаревым. В 2000-х годах здесь размещались таможенные терминалы и строительный гипермаркет «Метрика». В 2020 году были переоборудованы под ковид-госпиталь. В настоящее время павильоны готовятся к сносу.
- № 4 — возведён в 1995 году по проекту архитекторов В. М. Фрайфельда и Д. Б. Седакова.
- № 5 и № 5а — построены в 1975 году. Здесь находятся 2 конференц-зала.
- № 6 — построен в 1990 году по проекту архитекторов Владимира Фрайфельда и Дмитрия Седакова, мастерская № 13 ЛенНИИпроект. Здесь были расположены 2 конференц-зала. Снесён весной 2022 года[5].
- № 7 — появился в 2005 году по проекту архитектурной мастерской В. М. Фрайфельда. На его территории — 4 конференц-зала.
- № 8 и № 8а — первый построен в 1975 году, второй — в 2007 году.
- № 9 — построен в 1947—1949 годы, снесён 5 марта 2022 года.

## Транспорт
В непосредственной близости от ВЦ «Ленэкспо» планируется строительство велосипедных дорожек и станции метро «Гавань» Правобережной линии.

## Госпиталь
Весной 2020 всего за две недели выставочный комплекс был переоборудован под госпиталь для заражённых новой инфекцией COVID-19. В связи с перегрузкой системы здравоохранения 18 июня Александр Беглов заявил о том, что часть коек госпиталя в «Ленэкспо» переоборудуют под больных средней тяжести. Всего в Ленэкспо будет развернуто 2,5 тысячи коек.

## Снос
С 2010 года «Ленэкспо» принадлежал «Газпрому», о планах провести редевелопмент территории компания объявила в 2015-м. В 2021-м землю выкупил инвестфонд «Зенит-М», которым управляет «Меркури Кэпитал Траст». По заказу нового владельца Архитектурное бюро «Литейная часть-91» разработало проект жилого комплекса «Морская резиденция», который в январе 2022 года представили градостроительной комиссии. Градостроительный совет отправил проект на доработку, в первую очередь, поскольку он предусматривал снос исторического «дома со шпилем». Это здание Института морской связи и телемеханики под современным адресом ул. Наличная, 6, литера И, было построено в 1949 году по проекту архитектора Давида Бурышкина. Предположительно, дом включал конструкции дореволюционного двухэтажного здания. Поскольку здание значилось в Росреестре как послевоенное, закон Санкт-Петербурга не запрещает его снос. Реализация проекта «Морская резиденция» началась в 2022 году, несмотря на протесты градозащитников, первым был разрушен «дом с башней».